# Medicinska škola Dubrovnik
Medicinska škola Dubrovnik, srednja škola u Dubrovniku. Nalazi se u Ulici Baltazara Bogišića 10. Osnovana je 22. srpnja 1959. Zgrada joj je izgrađena 1964. Ima smjerove farmaceutski tehničar/tehničarka, medicinska sestra/tehničar opće njege, medicinski kozmetičar/kozmetičarka, fizioterapeutski tehničar/tehničarka i sanitarni tehničar/tehničarka. Medicinska škola Dubrovnik jedina je dubrovačka srednja škola koja ima petogodišnji smjer medicinski tehničar/tehničarka.

## Vanjske poveznice
- Službena stranica  Arhivirana inačica izvorne stranice od 27. siječnja 2013. (Wayback Machine)